# Funny Games (pel·lícula de 2007)
Funny Games és una pel·lícula franco-britànica-estatunidenca dirigida per Michael Haneke, estrenada el 2007.
Aquest remake pla a pla del Funny Games del mateix Michael Haneke del 1997, tenia per objectiu arribar al públic nord-americà, però va ser diversament rebut per la crítica, i no va aconseguir més que una entrada limitada al mercat dels Estats Units.

## Argument
Ann, George i el seu fill Georgie són en camí cap a la seva segona residència per passar-hi l'estiu. Els seus veïns, Fred i Eva, ja han arribat i decideixen trobar-se tots l'endemà al matí per a un partit de golf. Mentre que el seu marit i fill estan enfeinats en el seu veler acabat de posar al dia, Ann comença a preparar el sopar. Tot d'una, es troba cara a cara amb un jove home extremadament polit, Peter, un dels invitats dels seus veïns, que ha vingut, per encàrrec d'Eva, a demanar-li alguns ous. Ann es prepara per donar-los-hi quan de sobte, vacil·la. Com ha entrat Peter en la seva propietat ? Les coses prenen de pressa una gir estrany i desemboquen en una explosió de violència.

## Repartiment

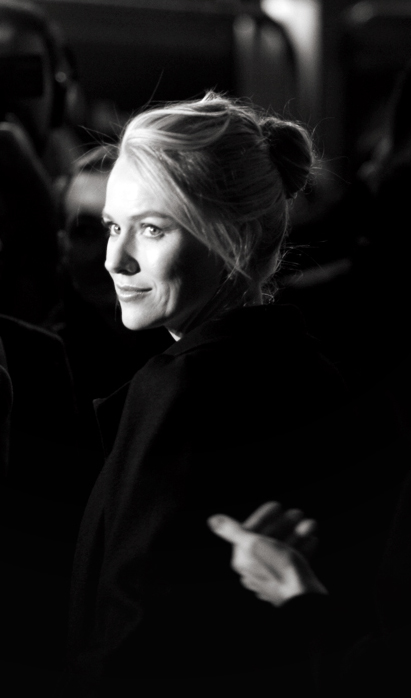
Naomi Watts, protagonista de la pel·lícula

- Naomi Watts: Anna
- Tim Roth: George
- Michael Pitt: Paul
- Brady Corbet: Peter
- Siobhan Fallon: Betsy
- Boyd Gaines: Fred
- Devon Gearhart: Georgie
- Robert LuPone: Robert
- Linda Moran: Eva

## Premis
- Young Hollywood Awards per Brady Corbet